# 逃學威龍2
《逃學威龍2》是一部於1992年上映的香港喜劇電影，由周星馳、張敏、吳孟達、朱茵、葉德嫻、黃霑、黃一山、周文健、李麗蕊、柯受良領銜主演，是前作《逃學威龍》票房大收後所拍的續集。本片是系列當中唯一一集採用現場收音，亦是張敏極少數原聲演出的電影；取景場地主要在漢基國際學校。葉德嫻及朱茵憑本作獲提名第12屆香港電影金像獎最佳女配角和最佳新演員，香港票房為HK$31,635,680.00。

## 劇情
上次達成任務的總督察周星星（周星馳飾），因一句戲言被貶成交通警。周星星當交通警不稱職，遂憤而辭職，並決定私自潛入一所國際學校當臥底，調查國際恐怖份子案件。可是這時何老師（張敏飾）與周星星打算共諧連理，周星星並不敢把離職一事道出來。後來周星星為查案而親近一位女生Sandy（朱茵飾），卻得知Sandy竟是何老師的學生。何老師知道周星星沒把實情告知，因而氣憤。
另一方面，上次一起達成任務的曹達華（吳孟達飾）得到賞識，被調至警隊重案組，人稱「重案組之虎」。周星星潛入學校後，常與曹達華產生齟齬。恐怖份子在聖誕夜前夕展開行動，曹達華把受困學生送走，但因自己出錯不能逃脫。同時总督察周星星回到飛虎隊率人馬回學校救人，激戰下終於把恐怖份子殲滅。

## 角色
| 演員           | 角色                           |
| 周星馳         | 周星星                         |
| 張敏           | 何敏                           |
| 吳孟達         | 曹達華                         |
| 朱茵           | Sandy Lai                      |
| 葉德嫻         | 黃蓮（警司 - 警局局長） 曾化名 |
| 方保羅         | 保安司                         |
| 周文健         | 政治部成員                     |
| 丁家強         | Peter Lee                      |
| Mark Houghton  | 恐怖份子                       |
| Jonathan Isgar | 恐怖份子                       |
| Mark King      | 恐怖份子                       |
| Indra Leech    | 恐怖份子                       |
| John Wakefield | 恐怖份子                       |
| Roger Thomas   | 恐怖份子                       |
| 林尚義         | 柔道老師                       |
| 李麗蕊         | Jackie (Sandy Lai 的姊姊)      |
| 黃一山         | 黃小龜                         |
| 黃頌寧         | 茂利                           |
| 陳國邦         | 飛虎隊成員                     |
| 黃霑           | 王牧師                         |
| 蔣志光         | 戴老師                         |
| 黃新           | 何老師之父                     |
| 譚倩紅         | 何老師之母                     |
| 史美儀         | 金校長                         |
| 劉榮富         | Albert                         |
| 胡英健         | 蕃薯                           |
| 郭卓樺         | 飛虎隊成員                     |
| 柯受良         | 犯人 (客串)                    |
| 呂少玲         | 被掌摑的犯人女朋友 (客串)      |
| 藍靖           | 政治部成員                     |

## 電影歌曲
| 曲別   | 歌名           | 演唱   |
| 主題曲 | 《大家免著驚》 | 羅大佑 |

## 獎項
| 年份 | 頒獎典禮             | 獎項       | 名字   | 結果 |
| ---- | -------------------- | ---------- | ------ | ---- |
| 1993 | 第12屆香港電影金像獎 | 最佳女配角 | 葉德嫻 | 提名 |
| 1993 | 第12屆香港電影金像獎 | 最佳新演員 | 朱茵   | 提名 |

## 外部連結
- 香港影庫上《逃學威龍2》的資料（繁體中文）
- 開眼電影網上《逃學威龍2》的資料（繁體中文）
- 豆瓣电影上《逃學威龍2》的資料 （简体中文）
- 时光网上《逃學威龍2》的資料（简体中文）
- AllMovie上《逃學威龍2》的资料（英文）
- 爛番茄上《逃學威龍2》的資料（英文）
- 互联网电影数据库（IMDb）上《逃學威龍2》的资料（英文）